# AnyLogic
AnyLogic es una herramienta desarrollada por The AnyLogic Company que incluye todos los métodos de simulación más comunes en práctica hoy.

## Historia de AnyLogic
A principios de la década de los 90 hubo un gran interés en el enfoque matemático de los procesos paralelos de modelado y simulación.  Este enfoque puede ser aplicado al análisis de la corrección de programas paralelos y distribuidos.  El grupo, Red Distribuido (Distributed Computer Network, DCN) de la Universidad Técnica de San Petersburgo desarrolla este tipo de sistema de software para el análisis del programa de corrección; nueva herramienta fue nombrado COVERS (concurrente de verificación y de simulación).  Este sistema permite la notación de modelado gráfico de la estructura del sistema y el comportamiento.  El instrumento fue elaborado utilizando una beca de investigación por Hewlett Packard. 
En 1998 el éxito de esta investigación inspiró al laboratorio DCN para organizar una empresa con la misión de desarrollar un nuevo software de simulación para la Edad Moderna.  El énfasis en el desarrollo se incluyó en los métodos aplicados: simulación, análisis de rendimiento, el comportamiento de los sistemas estocásticos, optimización y visualización.  El nuevo software lanzado en 2000 se basó en las ventajas de las más recientes tecnologías de la información: un enfoque orientado a objetos, los elementos del estándar UML, el lenguaje Java, una moderna interfaz gráfica, etc

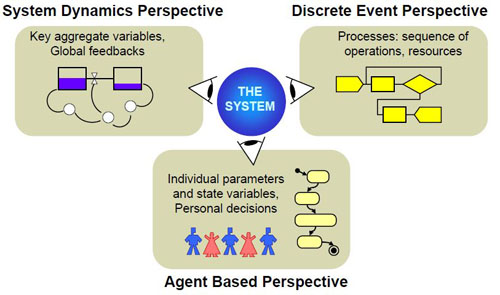
Tres enfoques de modelado en business

La herramienta fue nombrado AnyLogic, ya que apoya todos los tres conocidos enfoques de modelado: 
- Dinámica de sistemas
- Sistemas de eventos discretos
- Simulación basada en agentes[2]

+ Se puede utilizar cualquier combinación de estos enfoques en un único modelo. La primera versión de AnyLogic fue AnyLogic 4, debido a que la numeración sigue la numeración de COVERS 3.0. 
Se hizo gran paso en 2003, cuando AnyLogic 5 fue introducido.  AnyLogic se enfoca en modelado de negocios en siguientes ámbitos de aplicación:
- Mercado y competencia[4]
- Sanidad pública[5]
- Fabricación[6]
- Cadenas de producción y distribución[7][8][9]
- Logística[10]
- Venta al por menor[11][12]
- Procesos del negocio[13]
- Dinámica de ecosistemas y sistemas sociales
- Defensa
- Gestión de proyectos e activos
- Infraestructura de TI
- Dinámica de peatones y Simulación del tráfico[14]
- Industria aeroespacial[15]
- Industria  fotovoltaíca[16]

La última versión principal, AnyLogic 7, fue introducido en 2014.  La plataforma para el entorno de desarrollo del modelo AnyLogic 7 es Eclipse.  AnyLogic 7 es una plataforma de software cruzada ya que trabaja con Windows, Mac OS y Linux.
2015 marcó el lanzamiento de AnyLogic 7.2 con la base de datos incorporada y la biblioteca de Fluidos. Desde 2015, AnyLogic Personal Learning Edition (PLE) está disponible de forma gratuita con fines educativos y de autoeducación. La licencia PLE es perpetua, pero los modelos creados tienen un tamaño limitado.
La nueva biblioteca de tráfico se introdujo en 2016 con AnyLogic 7.3.
AnyLogic 8 se lanzó en 2017. A partir de la versión 8.0, el entorno de desarrollo de modelos de AnyLogic se integró con AnyLogic Cloud, un servicio web para análisis de simulación.

## AnyLogic y Java
AnyLogic incluye un lenguaje de modelado gráfico y también permite que los usuarios puedan ampliar los modelos de simulación con código de Java.  Usando Java modelos en AnyLogic se prestan a ser modificados para requisitos particulares y además, se pueden crear applets de Java que puede jugar en cualquier navegador estándar.  Estos applets permiten fácilmente compartir los modelos AnyLogic por correo o localizándolos en la red en cualquier website.  Además de los applets de Java la versión profesional permite la creación y distribución de aplicaciones completas.  Estas aplicaciones de Java puro pueden ser la base para una herramienta de apoyo de la decisión económica.

## Método de simulación multi-idioma

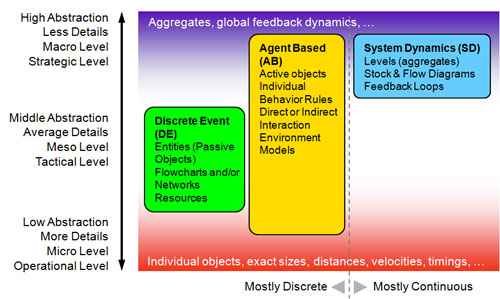
Presentación de enfoques de modelado en la escala de abstracción

Modelos en AnyLogic pueden basarse en cualquiera de los principales paradigmas de simulación de modelado: sistemas de sucesos discretos, dinámica de sistemas, y la simulación basada en agentes. 
Dinámica de sistemas y eventos discretos son enfoques tradicionales de simulación pero el método basado en el agente es nuevo.  Técnicamente, la dinámica de sistemas y enfoques discretos tratan con procesos continuos pero los modelos basados en agentes de trabajan sobre tiempo discreto, es decir, saltan de un acontecimiento a otro. 
Dinámica de sistemas y simulación de eventos discretos históricamente se han enseñado en las universidades a grupos de estudiantes muy diferentes, estudiantes de negocios o ingenieros industriales.  Como resultado, hoy en día existen dos comunidades profesionales que nunca hablan el uno al otro. Simulación basado en agentes hasta hace poco ha sido un tema puramente académico. Recientamente la creciente demanda de los negocios globales para optimización han causado que los modeladores examinen enfoques combinados para obtener una mejor comprensión de procesos complejos interdependientes. 
¿Cómo corresponden los enfoques de simulación a los niveles de abstracción?. En la parte inferior de la imagen (nivel detallado) sin duda pondremos sistemas dinámicos, o el modelado"física".  Dinámica del sistema ocupándose de los agregados utaliza, obviamente, el más alto nivel de abstracción.  Sistemas de sucesos discretos utilizan un nivel de abstracción mediano.  La simulaction basada en agentes funciona a través de todos los niveles de la abstracción.  Los agentes puede ser objetos de muy diversa naturaleza y escala: en el nivel "físico" pueden, por ejemplo, ser peatones o vehículos o robots.  En el nivel mediano pueden simular clientes.  Al más alto nivel puden ser empresas en competición.
AnyLogic permite que el modelador combine estos métodos de simulación dentro de un mismo modelo.  No hay jerarquía fijado.  Así, por ejemplo, se podría crear un modelo de conjunto de la industria del transporte marítimo basado en transportes que actúen como agentes reaccionando independientemente.  Al mismo tiempo el funcionamiento interno de sus redes de transporte y la infraestructura podrían ser representados son un modelo de simulación de eventos discretos.  Del mismo modo, un modelo puede representar consumidores como agentes cuyo comportamiento global alimenta a un modelo de dinámica de sistemas que describa flujos de variables como ingresos o gastos que no necesitan ser vinculados a los agentes individuales.

## Terminología de simulación en AnyLogic

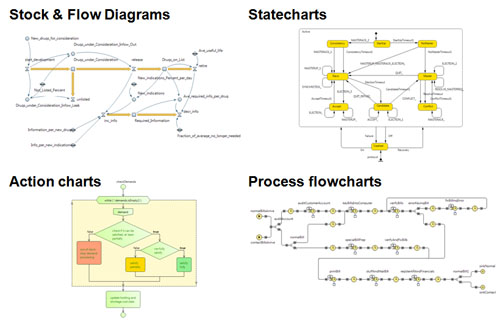
Las construcciones del idioma de simulación que concede AnyLogic

La terminología de simulación usado por AnyLogic consta de los siguientes elementos:
- Diagramas de Depósitos y flujo se utilizan para el modelado de Dinámica de Sistemas.
- Diagramas de Estado se utilizan principalmente modelando agentes para definir su comportamiento. También se utiliza a menudo en modelos de evento discreto, por ejemplo, para simular el fallo de una máquina.
- Diagramas de Acción se utilizan para definir los algoritmos. Pueden ser utilizados en el modelado de Eventos Discretos, por ejemplo, para el enrutamiento de llamadas, o el modelado basado en el agente, por ejemplo, para formular la lógica de decisiones usade por el agente.
- Organigramas (Diagramas del Flujo de Processo) son la construcción básicas utilizados para definir el proceso de modelado de Eventos Discretos.

El idioma también incluye: construcciones de modelado al nivel de apoyo(variables, ecuaciones, parámetros, eventos, etc), formas de presentación  (líneas, polilíneas, óvalos, etc), elementos de análisis (conjuntos de datos, histogramas, diagramas), herramientas de conectividad, las imágenes estándar, y estructuras experimentales.

## Uso de Bibliotecas
Las siguientes bibliotecas son incluidas como estándar en AnyLogic:
- La Biblioteca de Procesos está diseñado para apoyar la simulación por eventos discretos en la industria manufacturera, la Cadena de Suministro, Logística y Cuidados de Salud. Usando la biblioteca de procesos es posible modelar sistemas del mundo real en términos de entidades (operaciones, clientes, productos, componentes, vehículos, etc), procesos (secuencias de operaciones que suelen implicar las colas, las demoras, la utilización de recursos), y los recursos. Los procesos se especifican en la forma de diagramas de flujo.
- La Biblioteca de Peatones se dedica a simular los flujos de peatones en un ambiente "físico". Le permite crear modelos de los edificios con tráfico intensivo de peatones (como las estaciones de metro, los controles de seguridad, etc.) o en las calles (aun cuando tengan un gran número de peatones). Los modelos permiten recoger varias estadísticas como la densidad de peatones en diferentes áreas. Esto asegura una compresión aceptable sobre los puntos de servicio de interés.  Por ejemplo con la asignación de un valor de carga teórica, se pueden estimar valores como el tiempo de permanencia en áreas específicas, y se pueden detectar problemas con la geometría interior - como el efecto de quitar o añadir obstáculos - y otras aplicaciones. Peatones se mueven en un espacio continuo, reaccionando con diferentes tipos de obstáculos como paredes o distintas áreas tanto así como otros peatones. Los peatones se simulan como agentes con un comportamiento complejo, pero la Biblioteca de Peatones de AnyLogic proporciona una interfaz de alto nivel para la creación rápida de los modelos basado en diagramas de flujo.
- La Biblioteca Terminal Ferroviaria apoya el modelado, simulación y visualización de las operaciones de ferrocarriles de cualquier complejidad y escala. Los modelos de terminal de ferrocarril pueden ser combinados con eventos discretos o agente de modelos basados sobre la carga y descarga, la asignación de recursos, mantenimiento, procesos de negocio, y las actividades de transporte.
- La biblioteca de fluidos permite al usuario modelar el almacenamiento y la transferencia de fluidos, productos a granel o grandes cantidades de elementos discretos, que no es conveniente modelar como objetos separados. La biblioteca incluye bloques como tanque, tubería, válvula y objetos para enrutar, fusionar y divergir el flujo. Para mejorar la velocidad de ejecución del modelo, la biblioteca de fluidos utiliza un solucionador de programación lineal. La biblioteca está diseñada para mejorar el uso de AnyLogic en las industrias de fabricación, petróleo, gas y minería. El usuario puede simular tuberías y tanques de petróleo, minerales, transportadores de carbón y procesos de producción en los que intervienen líquidos o materiales a granel, por ejemplo, en la fabricación de hormigón.
- La biblioteca de tráfico permite a los usuarios simular el tráfico de vehículos en las carreteras. La biblioteca admite modelos detallados a nivel físico del movimiento de vehículos. Cada vehículo representa un agente que puede tener sus propios patrones de comportamiento. La biblioteca permite a los usuarios simular el movimiento de vehículos en las carreteras, teniendo en cuenta las normas de conducción, los semáforos, los pasos de peatones, las prioridades en los cruces, los estacionamientos y los movimientos del transporte público. La biblioteca es adecuada para modelar el tráfico en las carreteras, el tráfico en las calles, el transporte interno en los sitios de fabricación o cualquier otro sistema con vehículos, carreteras y carriles. Se incluye una herramienta especial de densidad de tráfico para ayudar a analizar las cargas de la red de carreteras.
- La biblioteca de manipulación de materiales ayuda en la simulación de procesos en fábricas y almacenes. La biblioteca contiene transportadores y otros elementos que simplifican la creación de modelos de producción detallados.

Además de estas bibliotecas suministrado el usuario puede crear sus propias bibliotecas y distribuirlos libremente.

## Animación de modelos
AnyLogic admite animación interactiva 2D y 3D.
AnyLogic permite a los usuarios importar dibujos CAD como archivos DXF y luego visualizar modelos encima de ellos. Esta función se puede usar para animar procesos dentro de objetos como fábricas, almacenes, hospitales, etc. Esta funcionalidad se usa principalmente en modelos de eventos discretos (basados en procesos) en manufactura, salud, ingeniería civil y construcción. El software AnyLogic también admite animación 3D e incluye una colección de objetos 3D listos para usar para animación relacionados con diferentes industrias, incluidos edificios, carreteras, ferrocarriles, marítimo, transporte, energía, almacén, hospital, equipos, artículos relacionados con el aeropuerto, supermercados. -artículos relacionados, grúas y otros objetos.
Los modelos pueden incluir una interfaz de usuario personalizada para que los usuarios configuren experimentos y cambien los datos de entrada.

## Modelos Geoespaciales, Integración GIS
Los modelos AnyLogic pueden usar mapas como layout, lo que generalmente requieren las cadenas de suministro, y industria del transporte. El software AnyLogic es compatible con el tradicional estándar de mapas baseado en shapefile da Esri, SHP. Además, AnyLogic es compatible con mapas de bloques de proveedores en línea gratuitos, incluso OpenStreetMap. Los mapas de bloques permiten al modelador usar datos del mapa en modelos y crear automáticamente rutas geoespaciales para los agentes. Los principales recursos de mapas de bloques en AnyLogic incluyen: 
- El modelo puede acceder a todos los datos almacenados junto con mapas online: ciudades, regiones, redes de carreteras y objetos (hospitales, escuelas, paradas de autobús etc.).
- Se pueden colocar los agentes en puntos específicos en el mapa y movidos a lo largo de carreteras o rutas existentes.[24]
- Los usuarios pueden crear los elementos necesarios dentro del modelo mediante la búsqueda integrada.

## Integración del modelo con otra infraestructura de TI
Uno modelo AnyLogic se puede exportar como una aplicación Java, que se puede ejecutar por separado, o se integrar con otro software. Como una opción, un modelo de AnyLogic exportado se puede integrar en otras partes de software y funcionar como un módulo adicional de ERP, MRP y sistemas TMS. Otro uso típico es la integración de un modelo de AnyLogic con archivos y bases de datos TXT, MS Excel o MS Access (MS SQL, MySQL, Oracle etc.). Además, los modelos de AnyLogic incluyen sus propias bases de datos basada en HSQLDB.

## AnyLogic Cloud
AnyLogic Cloud es uno servicio web para análisis de simulación. Permite a los usuarios almacenar, acceder, ejecutar y compartir modelos de simulación online, así como analizar los resultados de los experimentos.
Con el entorno de desarrollo de modelos de AnyLogic, los desarrolladores pueden cargar sus modelos en la nube de AnyLogic y configurar paneles web que se pueden compartir para trabajar con modelos en línea. Estos paneles pueden contener parámetros de entrada configurables y datos de salida en forma de tablas y gráficos. Los usuarios del modelo pueden definir datos de entrada en la pantalla del panel, ejecutar el modelo y analizar la salida.
El AnyLogic Cloud permite a los usuarios ejecutar modelos usando navegadores web, en computadoras de escritorio y dispositivos móviles, con el modelo ejecutándose en el lado del servidor. Se llevan a cabo varios experimentos de ejecución utilizando varios nodos. Los resultados de todos los experimentos realizados se almacenan en la base de datos y se puede acceder a ellos de inmediato. Los modelos se pueden ejecutar con o sin animación interactiva basada en HTML5.
Los desarrolladores pueden elegir si quieren que sus modelos sean privados o estén disponibles públicamente en la biblioteca de modelos, que incluye modelos de otros usuarios de AnyLogic.